# Horcajo de los Montes
Horcajo de los Montes là một đô thị thuộc Ciudad Real, Castile-La Mancha, Tây Ban Nha. Đô thị này có dân số là 1.030.

## Dân số
| 1991  | 1996  | 2001  | 2004  |
| ----- | ----- | ----- | ----- |
| 1.028 | 1.116 | 1.083 | 1.057 |